# Rzeczownik
Rzeczownik – samodzielna składniowo i semantycznie odmienna część mowy nazywająca rzeczy, obiekty, miejsca, osoby, czynności, organizmy, zjawiska i pojęcia abstrakcyjne. Rzeczownik w języku polskim pełni funkcję głównie podmiotu w zdaniu; może też pełnić funkcję dopełnienia, okolicznika, przydawki lub orzecznika. Może odmieniać się przez liczby i przypadki, występuje w rodzajach. Odmianę rzeczowników przez przypadki określa się mianem deklinacji. Istnieje także grupa rzeczowników całkowicie nieodmiennych (np. atelier, kiwi, bikini, taxi, kakadu, kamikaze itp.). Rzeczownik tworzy związki składniowe i semantyczne z rzeczownikami (zaimkami rzeczownymi), przymiotnikami (zaimkami przymiotnymi), liczebnikami (zaimkami liczebnymi) i czasownikami lub (rzadko) przysłówkami (zaimkami przysłówkowymi). 
W większości języków istnieje jakiś system klasyfikacji rzeczowników. Systemy te to zwykle system rodzajów (niewielka zamknięta liczba kategorii mająca duży wpływ na inne konstrukcje języka) lub system liczników (duża otwarta liczba kategorii mająca ograniczony wpływ na inne konstrukcje, np. przy liczeniu) albo klasy. Większość języków indoeuropejskich ma system rodzajów – od 2 (włoski, francuski, hiszpański), przez 3 (łacina, niemiecki) do nawet 5 (polski). Języki japoński oraz chiński są przykładami języków z systemem liczników.

## Język polski

### Podział rzeczowników
W języku polskim rzeczowniki według kategorii desygnatów przyjęło się dzielić na:
- abstrakcyjne – określają desygnaty nieuchwytne zmysłami: uczucia, spostrzeżenia, pojęcia, różnego typu uogólnienia, nazwy cech i czynności, oddzielone od konkretnego przypadku ich zaistnienia w rzeczywistości, np.: myśl, tęsknota, błękit, kształt;
- konkretne – należą do nich rzeczowniki określające wszystkie zjawiska i przedmioty rozpoznawane przez człowieka przy użyciu zmysłów, np.: dom, pies, cień, szum, zapach. Rzeczowniki te można podzielić na:
  - nieżywotne, np.: kosz, piernik, szpilka. Gramatyka do rzeczowników nieżywotnych zalicza także nazwy roślin, np.: żonkil, lipa;
  - żywotne, (np.: sznaucer, radomianin, człowiek, owad). Wyodrębniamy wśród nich:
    - osobowe – nazwy ludzi, rozróżnić tu można rzeczowniki męskie (męskoosobowe), np.: ojciec, lekarz, student i niemęskoosobowe, które obejmują rzeczowniki w rodzaju żeńskim i nijakim w liczbie mnogiej np.: matki, córki, dzieci;
    - nieosobowe – nazwy zwierząt, np.: hipopotam, zebra.

Przynależność rzeczowników do grupy żywotnych lub nieżywotnych, osobowych i nieosobowych wpływa na ich odmianę.
Rzeczowniki można podzielić także na:
- własne – zawsze pisane wielką literą, to nazwy, imiona lub określenia konkretnych miejsc (np.: Warszawa), przedmiotów (np.: Szczerbiec), osób (np.: Jan z Kolna, Bolesław Krzywousty, Hubal), zwierząt i roślin (np.: dąb Bartek, krowa Mućka), książek i publikacji (np.: Ludzie bezdomni, Władca pierścieni, Gazeta Polska), organizacji, stowarzyszeń, instytucji (np.: Uniwersytet Warszawski, I Liceum Ogólnokształcące), zjawisk (np.: huragan Katrina);
- pospolite – takie, które nie są nazwą własną[2].

### Liczba rzeczownika
Rzeczownik w języku polskim odmienia się współcześnie przez liczby: pojedynczą i mnogą. Dawna liczba podwójna wyszła z użycia, jej ślady zachowały się w języku w formie szczątkowej.
Nie zawsze liczba gramatyczna rzeczownika zgadza się z liczbą opisywanych jednostek. Rzeczowniki zbiorowe, choć występują w liczbie pojedynczej, opisują większą liczbę przedmiotów, np.: zboże, młodzież, brzezina. Rzeczowniki jednostkowe odwołują się w liczbie pojedynczej do jednego desygnatu: człowiek, książka. Niektóre rzeczowniki posiadają jednocześnie znaczenie zbiorowe i jednostkowe, np.: ziarno może być rozumiane jako pojedyncze nasiono, ale też jako cały zapas ziarna.
W wyjątkowych przypadkach zdarza się, że znaczenie rzeczownika zależnie jest od liczby: srebro w liczbie pojedynczej to metal szlachetny, w liczbie mnogiej (srebra) to wyroby ze srebra, srebrna zastawa stołowa.
Przeważająca większość rzeczowników posiada zarówno liczbę pojedynczą, jak i mnogą. Jednak niektóre z nich występują tylko w liczbie mnogiej (pluralia tantum), np.: chrzciny, sanie, inne tylko pojedynczej  (singularia tantum), np.: miłość (rozumiana jako uczucie).

### Rodzaj gramatyczny
Rzeczownik w liczbie pojedynczej występuje w rodzaju męskim, żeńskim lub nijakim.
- Rzeczowniki rodzaju męskiego najczęściej zakończone są na spółgłoskę (np.: słoń, but, stolarz), niekiedy na –o (np.: Henio, wujcio) lub –a (np.: wyga, mężczyzna, monarcha), niekiedy na –y (np.: myśliwy, dzielnicowy). Rzeczowniki w rodzaju męskim można podzielić na:
  - męskoosobowe – to rzeczowniki żywotne osobowe, mają biernik liczby pojedynczej i biernik liczby mnogiej taki sam jak dopełniacz, np.: D. nie ma mądrego filozofa, B. widzę mądrego filozofa; D. nie ma mądrych filozofów, B. widzę mądrych filozofów;
  - męskożywotne (inaczej męskozwierzęce) – to rzeczowniki żywotne nieosobowe, mają w liczbie pojedynczej biernik identyczny jak dopełniacz, a w liczbie mnogiej taki jak mianownik, np.: D. nie ma upartego osła, B. widzę upartego osła; M. te uparte osły, B. widzę uparte osły;
  - męskonieżywotne (inaczej męskorzeczowe) – to rzeczowniki nieżywotne, mają w liczbie pojedynczej i w liczbie mnogiej biernik taki sam jak mianownik, np.: M. ten nieosiągalny cel, B. widzę nieosiągalny cel; M. te nieosiągalne cele, B. widzę nieosiągalne cele;
- Rzeczowniki rodzaju żeńskiego kończą się najczęściej na samogłoskę –a (np.: praca, pestka, żyrafa) lub –i (np.: monarchini, wychowawczyni), niekiedy także na spółgłoskę (np.: krew, płeć, mysz);
- Rzeczowniki rodzaju nijakiego kończą się najczęściej na –o (np.: oko, niebo), –e (np.: powietrze, zakole), –ę  (np.: prosię). Ten sam rodzaj mają rzeczowniki pochodzenia łacińskiego zakończone na -um (np. muzeum. liceum).

W liczbie mnogiej rzeczownik można przyporządkować do jednego z dwóch rodzajów gramatycznych:
- męskoosobowego – przybierają go najczęściej te rzeczowniki osobowe, które w liczbie pojedynczej są rodzaju męskiego. W mianowniku liczby mnogiej łączą się z zaimkiem ci (np.: ci mądrzy filozofowie, ci znudzeni kochankowie). Mają one taką sama formę w bierniku i dopełniaczu, np.: D. nie ma mądrych filozofów, B. widzę mądrych filozofów.
- niemęskoosobowego – tu zaliczają się wszystkie pozostałe rzeczowniki, w mianowniku liczby mnogiej łączą się one z zaimkiem te (np.: te stracone złudzenia, te czarne charaktery, te nieukończone partytury). Rzeczowniki te maja taką samą formę w mianowniku i bierniku, np.: M. te nieukończone partytury, B. widzę nieukończone partytury[3].

Zazwyczaj wyznacznikiem rodzaju jest jego forma (końcówka kojarzona z określonym rodzajem). Rzeczowniki żywotne często mają rodzaj naturalny: mężczyźni i samce określa się przy użyciu rodzaju męskiego (np.: Adam, sprzątacz, baran, koń, jeleń), kobiety i samice – żeńskiego (np.: Ewa, sprzątaczka, owca, klacz, łania). Rodzaj nijaki bywa stosowany przy nazywaniu młodych osobników (np.: dziecko, źrebię, szczenię).
Można też spotkać rzeczowniki, które występują jednocześnie w więcej niż jednym rodzaju gramatycznym. Wyróżnia się tu dwie grupy:
- wspólnorodzajowe, które odnoszą się do nazw osób i mogą oznaczać istoty obu płci. Są to nazwy niektórych zawodów i wyrazy o zabarwieniu emocjonalnym (np.: profesor/magister wyszedł/wyszła; ta sierota, ten sierota; ta skarżypyta, ten skarżypyta);
- dwurodzajowe, które występują wśród rzeczowników nieżywotnych. Mają one oboczne formy rodzajów, co nie musi oznaczać zmiany znaczenia (np. ten cytat, ta cytata; ten klusek, ta kluska). Niekiedy jednak dwurodzajowość rzeczownika łączy się ze zróżnicowaniem semantycznym obu form, np.: ten cud – zjawisko nadprzyrodzone, to cudo – rzecz, osoba nadzwyczajna, niepospolicie piękna; ten szmat – duży kawał (w wyrażeniu szmat drogi itp.), ta szmata – kawał tkaniny; ten list – korespondencja, ta lista – spis.

Niektóre rzeczowniki w procesie ewolucji języka zmieniały swój rodzaj np.: dzisiaj – ta kometa, w XIX wieku – ten kometa; dzisiaj ten album, w XIX wieku – to album.

## Esperanto
W esperanto rzeczownik w liczbie pojedynczej zawsze przyjmuje końcówkę -o. Odmienia się przez przypadki (mianownik i biernik) i liczby (pojedyncza zakończona -o i mnoga na -oj).